# 牧野伸顕
牧野 伸顕（まきの のぶあき、1861年11月24日〈文久元年10月22日〉 - 1949年〈昭和24年〉1月25日）は、日本の政治家。位階は従一位。勲等は勲一等。爵位は伯爵。名は「シンケン」と音読みされることもある。幼名は伸熊（のぶくま）。以前の諱は是利（これとし）。
大久保利通は父、吉田茂は娘婿、寬仁親王妃信子と麻生太郎は曾孫にあたる。

## 経歴
1861年11月24日（文久元年10月22日）、薩摩国鹿児島城下加治屋町猫之薬師小路に薩摩藩士で維新の三傑の一人・大久保一蔵（のちの利通）と妻・満寿子の次男として生まれた。生後間もなく父・利通の義理の従兄弟にあたる牧野吉之丞の養子となるが、1868年（慶応4年）に吉之丞が戊辰戦争における北越戦争で戦死したため、名字が牧野のまま大久保家で育った。

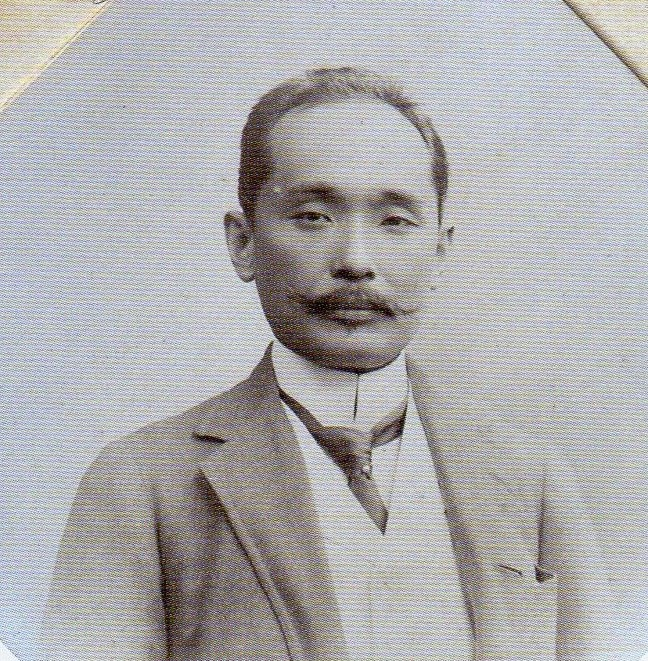
明治33年（1900年）オーストリア公使時代

1871年（明治4年）、11歳にして父や兄とともに岩倉遣欧使節団に加わって渡米し、フィラデルフィアの中学を経て、1874年（明治7年）に帰国し開成学校（のちの東京帝国大学）文学部和漢文学科に入学する。1880年（明治13年）、東京大学を中退して外務省に入省。ロンドンの日本大使館に赴任し、憲法調査のため渡欧していた伊藤博文の知遇を得る。帰国後、太政官権小書記官、法制局参事官、兵庫県大書記官、黒田清隆首相秘書官、福井県知事、茨城県知事、文部次官、在イタリア公使、オーストリア公使等を歴任した。牧野は太政官権小書記官時代、伊藤に随行し北京にて伊藤と李鴻章との駆け引きを肌で感じたという。オーストリア公使時代には、日本とギリシャとの通商条約締結、ロシアとの戦争を見越した情報宣伝操作、第一次世界大戦後の君主国の動向の調査などがある。ヨーロッパにおいて黄禍論の広まりを防ごうとした。また、イギリス王室外交の有効性を指摘している。
第1次西園寺内閣で文部大臣を務めた際、1907年（明治40年）11月4日に外交官時代の功績によって男爵を授けられた。文部大臣時代の功績として義務教育の年限を4年から延長して6年としたこと（1907年）と文部省から1万円を支出して、美術展覧会・文展が開かれたことがある（1907年）。第2次西園寺内閣で農商務大臣。さらに枢密顧問官に転じた後、第1次山本内閣で外務大臣となる。山本権兵衛と三浦梧楼から、山縣閥への牽制として当初宮内大臣への就任を打診されたが、政府と宮中の長官を薩摩人が占めることに誤解を抱かれるとの懸念から辞退している。 この時期の牧野は、伊藤やその後継者である西園寺公望に近く、初期の立憲政友会と関係の深い官僚政治家となり、対外協調的な外交姿勢と英米型自由主義による政治姿勢を基調とし、一方では薩摩閥により広く政界、外交界、宮中筋と通じるという、独自の地位を築きあげた。1914年（大正3年）3月31日、貴族院勅選議員に任じられる。
1919年（大正8年）、第一次世界大戦後のパリ講和会議に次席全権大使として参加した。一行の首席は西園寺であったが実質的には牧野が采配を振っており、随行員には近衛文麿や女婿の吉田茂、松岡洋右などがいた。パリ講和会議では、日本の次席全権大使として人種的差別撤廃提案を行っている。1920年（大正9年）9月7日、牧野はパリ講和会議の論功行賞により男爵から子爵へ陞爵し、同時に旭日桐花大綬章を授けられた。
1921年（大正10年）、宮中某重大事件の影響で中村雄次郎宮相が辞任すると元老の松方正義が後継選択を行い、2月19日に親任式が行われ牧野が宮内大臣に就任することとなった。が、薩派の山之内一次や樺山資英らが牧野を松方・山本の後を嗣ぐ次代のエースとみなしており、辞退を勧告した。また、西園寺公望も宮相就任の挨拶に来た牧野に「宮相も従来からの候補であったが、首相として原敬の後を引き受けてもらいたかった」と発言している。穏健な英米協調派で自由主義的傾向が強い牧野を宮内大臣に推したのは、天皇及び宮中周辺に狂信的な皇室崇拝者を置くことで皇室が政治的な騒乱に巻きこまれることを嫌った西園寺の意向であるという。これ以降、牧野は西園寺の意を体して、宮中における自由主義を陰に陽に守り抜くことをその政治的使命とする。宮相就任後、牧野は元老と内大臣との間の情報仲介役として、後継首班奏請に関与するようになる。だが宮相になった翌年に山縣が亡くなり、元老は松方と西園寺のみとなり、両者とも病臥することが多くなった。
1925年（大正14年）、内大臣に転じ、1935年（昭和10年）まで在任した。牧野は常侍輔弼という大任に加え、後継首相の選定にもあずかることになった。牧野は内大臣就任直後、同年4月9日伯爵に陞爵する。宮相在任中の皇太子洋行、摂政設置、皇太子結婚などの任務挙行の功績による。牧野に対する天皇の信頼は厚く、15年後、多難な時期に退任の意向を聞いた昭和天皇が涙を流したという逸話がある。牧野の後任の内大臣には湯浅倉平を推薦し、牧野はその後も宮中、外交への影響力を保持し続けようとした。健康がすぐれず、また、就任以来15年になるので人心を新たにすることを退任の理由とした。牧野には当時持病として神経痛とじんましんがあり、1932年以降には、宮中での晩さん会の中座、陸海軍大演習の不参といった、公務にも支障をきたすほどの容体になっていた。
1932年5月15日、午後5時頃、古賀中尉以下5名は泉岳寺前にある小屋の二階に集合、計画を確認するとタクシーに乗車して三田の内大臣官邸に向かった。午後5時25分、第二組は内大臣官邸に到着。古賀が邸内に手榴弾を投げ込んで爆発させた。更に古賀は警備の警察官に向かって発砲し負傷させる。池松元陸軍士官学校本科生も手榴弾を投げ込んだが不発であった。古賀は警視庁での決戦を重視し、牧野内府殺害計画を放棄、内大臣官邸については威嚇に止める事として、再びタクシーに乗車した。途中、三上中尉らが準備したビラを街頭に散布し、警視庁に向かった。
襲撃時、孫の淑子（牧野伸通の子、後杉山元太郎妻）は事態に気付いていたが、伸顕本人は奥座敷にいたため騒ぎに気づかなかったという。古賀は憲兵隊に出頭した後に、牧野内府を殺害しようとしなかった事を同志らに問いただされ、謝罪した。
1936年（昭和11年）、二・二六事件の折には親英米派の代表として湯河原の伊藤屋旅館別荘「光風荘」に宿泊していたところを襲撃されるが、孫の麻生和子（娘婿の吉田茂の娘で、麻生太郎の母）の機転によって窮地を脱した一方で、護衛の警官が殺害された。また牧野を殺害対象としたテロ計画は、この事件の前にも8件もあった。
第二次世界大戦下にあっても天皇の信頼は衰えず、数度宮中に招されて意見具申をした。最晩年は千葉県東葛飾郡田中村（現・柏市）に居住した。戦後も皇室と天皇の処遇に関心があり、GHQで憲法問題担当政治顧問のケネス・コールグルーヴと会談し情報を天皇に伝え、天皇謁見を依頼したり、東京に帰った明仁親王に幕末の外交談や留学談、英米の政治家の懐旧談を語った。オールド・リベラリストの1人として牧野の評価が高まり、一時は鳩山一郎追放後の自由党総裁に推す声さえあったが、老齢を理由に政界に復帰することはなかった。しかし、娘婿の吉田茂は総理になった後に国政運営の相談を兼ねて度々牧野のもとを訪れていたと伝わる。
1949年（昭和24年）1月14日、重篤の情報が宮内庁に入ると、天皇、皇后、皇太后が侍従、侍医を遣わした。同月25日、田中村の自宅で死去。87歳没。
天皇、皇后、皇太后より祭資及び神饌、榊などを賜ったほか、柩前使が誄（しのびごと）を宣読した。
墓所は青山霊園（1ロ1-6-12）。牧野の死後、ほとんど財産らしきものは残っていなかったという。

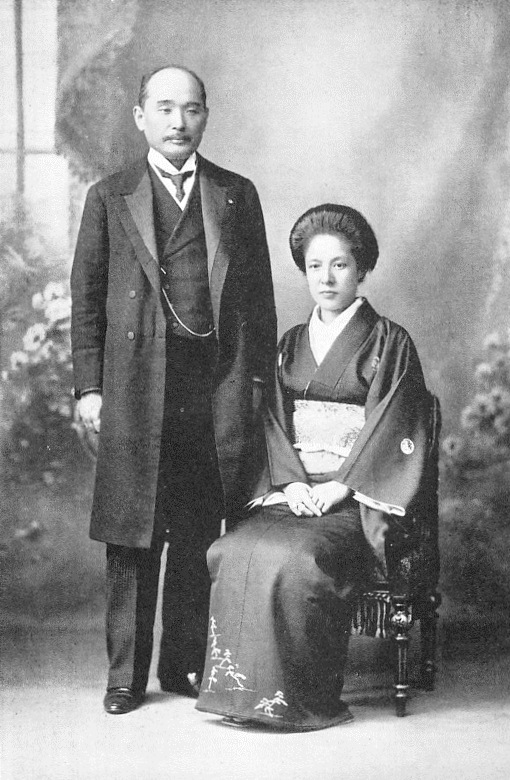
牧野伸顕夫妻
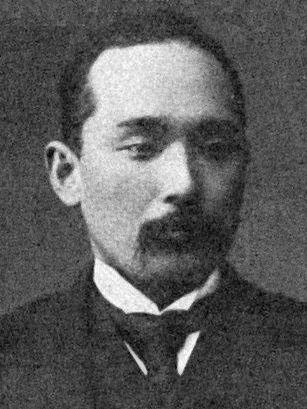
文部大臣として初入閣したころ（1906年）
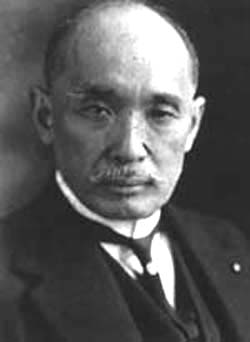
大正期の牧野伸顕

## 対人関係・人柄
伊藤博文は、人の長所をみて決して短所を見なかった。牧野の対人姿勢は伊藤に学んだ。相手の話をよく聞き、自分の意見と異なっていても、頭ごなしに否定せず、再考させた。三浦梧楼は牧野を石橋を叩いて渡らない人と評した。内大臣時代秘書官長として仕えた木戸幸一も、牧野は「非常に頭が柔軟であった、若いわれわれが話せるような空気がある」と評している。牧野には「保守」と「進歩」のアンビバレントな両面性があり、有馬頼寧の同和問題への取り組みを評価したり、大川周明や安岡正篤を尊王家として評価したりしている。牧野は、皇室を護持していくうえで社会の変動を敏感に察知し、かつ、柔軟に対応する能力を身に着けていた。
牧野伸顕は内大臣として若き昭和天皇を補佐したが、世界大戦に向かい混迷する世界情勢下において天皇の信任厚く、『入江侍従長日記』によれば牧野が軍部ににらまれ更迭が決まった1935年12月26日に牧野の辞任を裁可する書類を見て天皇は声を上げて泣いたとの証言がある。

## 後継首班奏請など
牧野が宮相として後継首班奏請に参画できたのは元老の減員、高齢化による機能の代行と宮内官僚内の職域を越えた横断的な側面があった。牧野は元老と重臣の間の連絡役に徹しようとした。牧野は有力な重臣を準元老として機能を継続しようとしたが、西園寺と平田内大臣は反対し、松方の死後、当分元老と内大臣でその機能を果たそうとした。平田内大臣は病気がちとなり、牧野が内大臣に就任した。牧野は宮中に入ってから牧野グループを作っていった。反対派には、一部は人事権を使った。田中義一は天皇の権威を利用した政権運営を行ったが、天皇は田中に対して不信感があり、牧野、西園寺、鈴木侍従長は天皇の任命大権を利用した。ロンドンにおける軍縮会議に出席していた若槻礼次郎ら全権団は妥協案受け入れの是非を請訓してきた時、政府案を天皇に上奏する前に軍部は帷幄上奏をしようとしたが、鈴木侍従長が延期させた。牧野はこれに関係していなかったが、橋本徹馬が右翼団体の発行紙にデマを書いたので、牧野が条約反対派を抑え込んだと思われ、軍部と右翼からつけねらわれることとなった。
牧野は若槻内閣や犬養内閣の対応をみるにつけ、持論である天皇を支える任に足る人物を結集させ、時局の鎮静化をはかろうと考えていたが、元老、重臣を政局に介入させる構想は賛成を得られなかった。満州問題による国際連盟脱退を回避しようとしたが、軍部の熱気におされ、西園寺は天皇や牧野の主張を退けた。外部勢力による天皇側近批判が強くなり、牧野グループは辞任が多くなった。牧野と元老の西園寺との仲も微妙になった。しかし、西園寺も長く牧野の退官には反対した。昭和維新を思い立った陸軍青年将校は西園寺、斎藤内大臣、鈴木侍従長のほかに牧野を「君側の奸臣」とした。その後も近衛首相、駐日英大使などが意見を聞きに来たが、牧野は後継首班奏請には関わらないようにした。西園寺は、牧野を身の危険にさらすことになるのを避けさせたいと判断したのである。

## 芸術・文化への関心、趣味
牧野には自分も興味をもっていた芸術・文化への貢献がある。
明治期の美術界の指導者であった岡倉天心は、開成学校に牧野入学の翌年入学。そして、牧野14、5歳の頃から4、5年同学したが、牧野の認識によれば、天心の学力は同級者として常に秀でていた。英文学に通じ、英作文の内容では到底自分は及ばなかったと述懐している。天心は文部次官であった牧野に美術学校長の立場から美術学校の予算を要求するなどし、その後も両者の関係は天心の没するまで終身友情として続いた。1907年（明治40年）には牧野は文部省美術展覧会、文展を創設した。また牧野は帝国図書館（現・国立国会図書館）の設置に尽力した。
また、牧野及び平山成信が、赤星鐡馬の寄附金を基に文化研究奨励及び講演、出版のための公益法人である財団法人啓明會を1918年（大正7年）8月8日に設立した。文部省（現・文部科学省）管轄としては日本で初めての学術財団となった。
牧野の趣味としては囲碁、読書、歌舞伎鑑賞、映画鑑賞がある。自宅や茶屋で囲碁会を催しており、五・一五事件の時も対局中であった。森有礼文相とも碁を打った。1924年（大正13年）から1946年（昭和21年）まで、日本棋院初代総裁をつとめた。2023年（令和5年）には日本棋院の第20回囲碁殿堂入り
。
読書は和洋の区別なく、文学から、時事、ノンフィクションに至るまで様々である。英語の小説から『ニッポンタイムズ』も読んだ。河上徹太郎、小林秀雄ら文学界の人を招いて歓談することがあった。また、シャーロッキアンの草分け的存在としても有名である。

## 栄典
位階
- 1883年（明治16年）12月25日 - 正七位[37][38]
- 1886年（明治19年）7月8日 - 従六位[37][39]
- 1891年（明治24年）12月2日 - 正五位[37][40]
- 1895年（明治28年）2月1日 - 従四位[37][41]
- 1900年（明治33年）3月10日 - 正四位[37][42]
- 1905年（明治38年）4月10日 - 従三位[37]
- 1908年（明治41年）4月20日 - 正三位[37][43]
- 1921年（大正10年）8月30日 - 従二位[37][44]
- 1927年（昭和2年）12月15日 - 正二位[37][45]
- 1949年（昭和24年）1月25日 - 従一位

爵位
- 1907年（明治40年）11月4日 - 男爵[37]
- 1920年（大正9年）9月7日 - 子爵[37]
- 1925年（大正14年）4月9日 - 伯爵[37]

勲章等
| 受章年                     | 略綬 | 勲章名                   | 備考 |
| -------------------------- | ---- | ------------------------ | ---- |
| 1889年（明治22年）11月29日 |      | 大日本帝国憲法発布記念章 |      |
| 1893年（明治26年）12月28日 |      | 勲四等瑞宝章             |      |
| 1895年（明治28年）12月29日 |      | 勲三等瑞宝章             |      |
| 1899年（明治32年）10月12日 |      | 勲二等瑞宝章             |      |
| 1902年（明治35年）12月28日 |      | 旭日重光章               |      |
| 1906年（明治39年）4月1日   |      | 勲一等旭日大綬章         |      |
| 1912年（大正元年）8月1日   |      | 韓国併合記念章           |      |
| 1915年（大正4年）11月10日  |      | 大礼記念章（大正）       |      |
| 1920年（大正9年）9月7日    |      | 旭日桐花大綬章           |      |
| 1931年（昭和6年）3月20日   |      | 帝都復興記念章           |      |
| 1940年（昭和15年）1月15日  |      | 御紋付銀盃               |      |
| 1940年（昭和15年）8月15日  |      | 紀元二千六百年祝典記念章 |      |

外国勲章佩用允許
| 受章年                     | 国籍                         | 略綬 | 勲章名                                 | 備考 |
| -------------------------- | ---------------------------- | ---- | -------------------------------------- | ---- |
| 1899年（明治32年）11月2日  | イタリア王国                 |      | 王冠第一等勲章                         |      |
| 1899年（明治32年）11月2日  | ギリシャ王国                 |      | ソーヴール第一等勲章                   |      |
| 1901年（明治34年）5月17日  | オーストリア＝ハンガリー帝国 |      | 鉄冠第一等勲章                         |      |
| 1906年（明治39年）4月26日  | オーストリア＝ハンガリー帝国 |      | レオポール大綬章                       |      |
| 1907年（明治40年）10月15日 | 大清帝国                     |      | 頭等第三双龍宝星                       |      |
| 1908年（明治41年）5月2日   | ロシア帝国                   |      | 白鷲勲章                               |      |
| 1908年（明治41年）5月2日   | 大韓帝国                     |      | 大勲位李花大綬章                       |      |
| 1914年（大正3年）4月2日    | イタリア王国                 |      | サンモーリスエラザル第一等勲章         |      |
| 1918年（大正7年）10月26日  | スペイン王国                 |      | シャルルトロア第一等勲章               |      |
| 1922年（大正11年）3月25日  | フランス共和国               |      | レジオンドヌール勲章グランクロア       |      |
| 1922年（大正11年）11月2日  | イギリス帝国                 |      | ヴィクトリア勲章ナイトグランドクロス   |      |
| 1923年（大正12年）4月10日  | ローマ教皇庁                 |      | サングレゴアル勲章グランクロア         |      |
| 1923年（大正12年）4月10日  | ポーランド共和国             |      | オドロゼニアポルスキー勲章グランクロア |      |
| 1924年（大正13年）5月19日  | フランス共和国               |      | ドラゴンドランナン勲章グランクロア     |      |
| 1925年（大正14年）4月24日  | ルーマニア王国               |      | エトアルドルーマニー勲章グランクロア   |      |
| 1930年（昭和5年）4月17日   | ドイツ国                     |      | 赤十字第一等名誉章                     |      |
| 1931年（昭和6年）2月2日    | チェコスロバキア共和国       |      | リオンブラン勲章グランクロア           |      |
| 1934年（昭和9年）3月1日    | 満洲帝国                     |      | 建国功労章                             |      |
| 1935年（昭和10年）9月21日  | 満洲帝国                     |      | 満洲帝国皇帝訪日記念章                 |      |
| 1937年（昭和12年）2月9日   | 満洲帝国                     |      | 勲一等龍光大綬章                       |      |

## 略年譜
茶谷誠一『牧野伸顕』による。
- 1861年　10月22日、薩摩藩加治屋下加治屋に生まれる。出生後親戚の牧野家の養子となる。
- 1863年　大久保利通一家は新照院に転居。
- 1867年　新照院郷中で教育を受ける。10歳ごろから造士館でも教育を受ける。翌1868年養父死亡。
- 1871年　1月、父・利通、兄・利和と共に上京。11月、岩倉使節団に留学生として随行。
- 1872年　アメリカ合衆国・フィラデルフィアの学校に留学。
- 1874年　秋、帰国。鹿児島へ帰省後、上京。東京開成学校（東京大学）に入学。この頃、是利と称する。
- 1878年　5月14日、利通暗殺さる。12月7日、母・満寿子病死。
- 1879年　12月11日、外務省御用係となる。東京大学中退。
- 1880年　3月9日、外務省書記生（専門職）となり、イギリス公使館に勤務。
- 1882年　イギリスを訪れた伊藤博文の知遇を得る。
- 1883年　10月14日、帰国。太政官権少書記官となる。
- 1885年　2月、伊藤博文に随行し北京にいく。12月23日、法制局参事官になる。
- 1886年　5月26日、兵庫県大書記官となる。
- 1887年　三島通庸の次女・峰子と結婚する。
- 1888年　5月5日、総理大臣・黒田清隆の秘書官となる。
- 1891年　8月13日、福井県知事となる。
- 1892年　11月16日、茨城県知事となる。
- 1893年　3月10日、文部次官となる。
- 1897年　5月25日、イタリア公使となる。
- 1898年　5月2日、オーストリア公使（兼スイス公使）となる。
- 1906年　帰国後、3月27日、文部大臣に就任。
- 1907年　10月25日、第1回文部省美術展覧会を開催。11月4日、男爵を授けられる。
- 1908年　7月4日、第1次西園寺内閣総辞職。同月14日、文相を辞任。
- 1909年　11月17日、枢密顧問官となる。
- 1911年　8月30日、農商務大臣に就任する。
- 1912年　12月5日、第2次西園寺内閣総辞職。同月21日、農商務相を辞任。
- 1913年　2月20日、外務大臣に就任する。
- 1914年　3月24日、第1次山本内閣総辞職。4月16日、外相を辞任。3月31日、貴族院議員に勅任される。
- 1917年　6月6日、臨時外交委員会の委員となる。
- 1918年　11月27日、パリ講和会議全権に内定する。
- 1919年　1月、パリ講和会議に次席全権として参加する。
- 1920年　9月7日、子爵に陞爵される。
- 1921年　2月19日、宮内大臣に就任する。他の公職をすべて辞任する（3月2日、貴族院議員辞任[75]）。鎌倉二階堂の地に移る。
- 1924年　創設された日本棋院の初代総裁に推戴される。
- 1925年　3月30日、内大臣に転任する。4月9日、伯爵に陞爵される。
- 1928年　6月、弟の利武が大久保侯爵家を継承する。
- 1929年　6月27日、張作霖爆殺問題の処理をめぐり、天皇が田中義一首相を叱責する。
- 1930年　4月以降、加藤寛治軍令部長の上奏を阻止したとのデマが流れだす[76]。
- 1931年　11月19日、天皇の行幸に供奉し、鹿児島に帰省する。
- 1932年　5月15日、内大臣官邸で襲撃を受ける。
- 1934年　10月30日、木戸幸一秘書官長に初めて辞意を伝える。
- 1935年　12月26日、内大臣を辞任する。
- 1936年　1月20日、帝室経済顧問となる。2月26日、湯河原で湯治中、二・二六事件で襲撃を受ける。渋谷区神山町の地に移る。
- 1937年　11月1日、兄弟や親族から喜寿の祝いを受ける。
- 1945年　2月19日、天皇に戦局の今後について上奏。6月1日、空襲で罹災し千葉県東葛飾郡柏町に疎開。戦後占領下でも相談役として、天皇や側近たちに宮中改革などに助言を行う。
- 1948年　天皇から米寿の御下賜品を贈られる。
- 1949年　1月25日、ぜんそく性心臓衰弱により死去。同日、従一位。

## 家族・親族

### 大久保家
- 祖父：利世（薩摩藩士）
- 祖母：福（薩摩藩侍医・皆吉鳳徳の次女）
- 父：利通（薩摩藩士、政治家）
- 母：満寿子（薩摩藩士・早崎七郎右衛門の次女）
- 兄：利和（実業家、政治家）
- 弟：利武（内務官僚、政治家）
  - 甥：利謙（利武の長男。歴史学者）
- 弟：雄熊（石原近昌の養子）
- 妹：芳子（外務大臣・伊集院彦吉夫人）
- 異母弟：利夫
- 異母弟：駿熊（妻は税所篤秀の妹）
- 異母弟：七熊
- 異母弟：利賢（横浜正金銀行頭取、高橋是清の女婿）
  - 甥：利春（利賢の子。丸紅専務）

### 牧野家・子孫
- 養父：吉之丞（北越戦争で戦死）
- 妻：みね（三島通庸の次女）
- 長男：伸通（式部官）

同妻：純子（男爵・鍋島直明の長女。上皇后美智子の皇太子妃時代の東宮女官長を務めた）
- 孫：伸和（伸通の長男。日東化学工業副社長）
- 孫：林貞子（伸通の長女、1919年 - 2006年。学習院大学名誉教授・林友春（伯爵・林博太郎の長男）夫人。幼児教育専門家、東海大学名誉教授、松濤幼稚園の創設者）

- 玄孫：千聖（ミュージシャン）

- 曾孫：三井富美子（貞子の長女、三井之乗（男爵・三井八郎右衛門の四男）夫人。若葉会幼稚園園長）
- 曾孫：小林絢子（貞子の次女、元フコク生命社長・小林喬（小林中の長男）夫人）

- 玄孫：堀内詔子（貞子の孫、絢子の長女。富士急行社長・堀内光一郎（元通産大臣、自民党総務会長・堀内光雄の長男）夫人。衆議院議員、五輪担当大臣兼ワクチン担当大臣）

- 孫：杉山淑子（伸通の次女。元ホーネンコーポレーション社長・杉山元太郎（杉山金太郎の長男）夫人）

- 長女：吉田雪子（第45・48～51代内閣総理大臣・吉田茂夫人）
  - 孫：吉田健一（雪子の長男、作家）
  - 孫：麻生和子（雪子の三女、麻生太賀吉夫人）
    - 曾孫：麻生太郎（和子の長男。政治家、第92代内閣総理大臣、財務大臣）
    - 曾孫：麻生泰（和子の三男。実業家、麻生セメント会長）
      - 玄孫：麻生巌（泰の長男。実業家、株式会社麻生代表取締役社長）
      - 玄孫：麻生健（泰の次男。実業家、学校法人麻生塾理事長）

    - 曾孫：寬仁親王妃信子（和子の三女。皇族、寬仁親王（大正天皇の孫、三笠宮崇仁親王の長男）夫人）
      - 玄孫：彬子女王（信子妃の長女。皇族）
      - 玄孫：瑶子女王（信子妃の次女。皇族）
- 次女：秋月利武子（子爵・秋月種英（秋月種樹の次男）夫人）
  - 孫：武見英子（利武子の次女、元日本医師会会長・武見太郎夫人）
    - 曾孫：武見敬三（英子の長男。政治家）

### 一族の結束
牧野は、大久保家以外に親戚の三島家、伊集院家、秋月家の人たちと終生変わりなく親交を重ねた。1919年パリ講和会議の後、大久保利賢が利武、伸顕、吉田茂をロンドンに招いた。利和、伸顕、利武の年上の3兄弟が中心となり、毎年5月14日の利通の命日をお祭りと称して集まった。利通の100回忌までは毎年行いその後は5年毎に行っている。伸顕の喜寿にも会合をもった。

## 著書
- 『松濤閑談』創元社、1940年6月。 NCID BN1038846X。全国書誌番号:46057811 全国書誌番号:58004302。
  - 『開国と興国と外交と 松濤閑談』書肆心水、2020年7月。ISBN 9784910213057。 NCID BC01696146。全国書誌番号:23426402。
- 『回顧録』 全3巻、文藝春秋新社、1948年1月-1949年12月。 NCID BN1046423X。全国書誌番号:48006342 全国書誌番号:48014538 全国書誌番号:49002214。
  - 『回顧録』 上下巻、中央公論社〈中公文庫〉、1977年12月-1978年1月。 NCID BN06204461。全国書誌番号:78002248 全国書誌番号:78005113。
  - 『回顧録』 上（改版）、中央公論新社〈中公文庫〉、2018年5月。ISBN 9784122065895。 NCID BB26126741。全国書誌番号:23063090。
  - 『回顧録』 下（改版）、中央公論新社〈中公文庫〉、2018年5月。ISBN 9784122065901。 NCID BB26126741。全国書誌番号:23063092。
- 伊藤隆・広瀬順晧 編『牧野伸顕日記』中央公論社、1990年11月。ISBN 9784122065901。 NCID BN05616612。全国書誌番号:91039155。